# Ana Miriam de Sousa
Ana Miriam De Sousa Do Espirito Ferreira (n. 23 aprilie 1985, în Lisabona) este o handbalistă portugheză care joacă pentru clubul românesc CSM Roman pe postul de intermediar stânga. 

## Carieră
După un parcurs pe la echipe din cinci țări diferite, Ana de Sousa a jucat mai mulți ani consecutivi în Franța, mai întâi la Le Havre AC, între 2011 și 2015, unde a devenit unul din cei mai buni interi dreapta din campionatul francez. Cu Le Havre AC, de Sousa a câștigat Cupa Challenge în 2012.
În 2013, cu ocazia evenimentului anual Nuit du handball (în română Noaptea handbalului), ea a fost desemnată cel mai bun intermediar dreapta din campionatul Franței.
După ce Le Havre AC a retrogradat în divizia secundă, Ana de Sousa a părăsit clubul în vara anului 2015 și s-a transferat la Chambray TH, tot în divizia secundă. Handbalista a jucat pentru Chambray până în 2017, când a semnat cu CSM Roman.

## Palmares
Club
- Campionatul Portugaliei:
  - Câștigătoare: 2005, 2006[7]

- Cupa Portugaliei:
  -  Câștigătoare: 2005, 2006

- Campionatul Sloveniei:
  - Câștigătoare: 2010[7]

- Cupa Sloveniei:
  -  Câștigătoare: 2010

- Cupa Cupelor EHF:
  - Finalistă: 2011

- Cupa Challenge EHF:
  -  Câștigătoare: 2012
  - Semifinalistă: 2015

## Premii personale
- Cel mai bun inter dreapta din Liga Feminină Franceză de Handbal D1: 2012/13;[4]